# Erythrocles
Erythrocles is een geslacht van straalvinnige vissen uit de familie van emmelichtiden (Emmelichthyidae). Het geslacht is voor het eerst wetenschappelijk beschreven in 1919 door Jordan.

## Soorten
- Erythrocles acarina Kotthaus, 1974
- Erythrocles microceps Miyahara & Okamura, 1998
- Erythrocles monodi Poll & Cadenat, 1954
- Erythrocles schlegelii (Richardson, 1846)
- Erythrocles scintillans (Jordan & Thompson, 1912)
- Erythrocles taeniatus Randall & Rivaton, 1992